# Aulacophora frontalis
Aulacophora frontalis  (лат.) — вид жуков-листоедов рода Aulacophora из подсемейства козявок (Galerucinae).

## Распространение
Вьетнам, Индия, Индонезия, Камбоджа, Китай, Лаос, Малайзия, Таиланд, Тайвань. Один из 10 видов рода, обнаруженных на Тайване.

## Описание
Мелкие ярко-окрашенные жуки, надкрылья жёлто-коричневые с чёрными пятнами (вплоть до полностью чёрных). Самцы: длина 5,7-6,7 мм, ширина 2,8-3,5 мм. Самки: длина 6,5-6,9 мм, ширина 3,5-3,8 мм). Усики 11-члениковые. Тело овально-вытянутое, места прикрепления усиков разделены, пронотум с поперечным вдавлением (бороздкой), эпиплеврон элитр усечён (резко суживается к вершине) за средней линией надкрылий, передние тазиковые впадины сзади открытые, абдоминальный 5-й вентрит трёхлопастный, голени вооружены апикальными шпорами, коготки лапок раздвоенные.
Питаются предположительно двудольными растениями.
Вид был впервые описан в 1888 году, а его валидность была подтверждена в ходе ревизии рода тайваньским энтомологом Хи-Фенг Ли (Chi-Feng Lee; Taiwan Applied Zoology Division, Taiwan Agricultural Research Institute, Taichung, Тайвань) и голландским колеоптерологом Роном Биненом (Ron Beenen; Martinus Nijhoffhove, Nieuwegein, Нидерланды).